# Hauser Beáta
Hauser Beáta Lilián (Budapest, 1956. július 5. –) Ferenczy Noémi-díjas magyar textiltervező, gobelinművész, grafikus, érdemes és kiváló művész. A Magyar Művészeti Akadémia rendes tagja (2013).

## Életútja, munkássága
Szülei Hauser Zoltán és Tóth Mária Veronika. 1976-1980 közt felsőfokú tanulmányokat az Iparművészeti Főiskolán folytatott, ahol Eigel István (1922-2000) festő volt a mestere. Egyik fő műfaja a falikárpitszövés, amelyhez egy sajátos szövési technikát fejlesztett ki, az úgynevezett félsoros szövést, pont- csík raszterrel megszőve. Gobelinjeit maga tervezi és szövi. Másik műfaja a figurális rajz, ezen a téren is igen sikeres, számos önálló kiállításon szerepel rajzaival is. Művészeti szervezetek keretében hazánkban és külföldön is a csoportkiállítások szívesen látott vendége. 1992-93-ban együtt állított ki a budapesti Árkád Galériában a Ferenczy Noémi-díjasokkal; 2007-ben a Vonaljátékok – Játékos vonalak című csoportos kiállításon vett részt  a budapesti Nemzeti Táncszínház Kerengő Galériájában, 2008-ban A Nap utcai fiúk - Szomjas György 12 játékfilmjének képeire 12 művész válaszol c. kiállításon szerepelt a Forrás Galériában (Budapest). A XIII. Állami Művészeti Díjazottak kiállításán is részt vett 2011-ben a Magyar Alkotóművészek Házában, Olof Palme Ház.
2004-ben jelent meg a Hauser album 35 (részben) színes táblával a művésznő alkotásairól. Az album előszavát Fitz Péter (1950-) művészettörténész írta.
Jeles közgyűjtemények őrzik alkotásait, köztük Déri Múzeum, Debrecen; Magyar Iparművészeti Múzeum, Budapest; Szent István Király Múzeum, Székesfehérvár; Közlekedési Múzeum, Budapest; Szombathelyi Képtár, Szombathely; Museum Österreichisches Kultur, Kismarton.
Gyakran szállodák, hivatalok enteriőrjeit díszítik gobelinjei, köztük
- Arx Sárvár (gobelin, 1985, Sárvár, Hotel Termál)
- Isten hozott (gobelin, 1985, Budapest, Grand Hotel Hungária)
- Dunakorzó (gobelin, 1985, Budapest, Grand Hotel Hungária)
- Csoportkép (gobelin, 1994, MNB).

## Egyéni kiállításai (válogatás)
- 1984  Galerie Handwerk, München
- 1986  Zwinger /Öreg torony/, Kőszeg
- 1987  Fészek Klub, Budapest
- 1988  Bástya Galéria, Budapest
- 1989  Jókai Galéria, Budaörs
- 1998  Derkovits Művelődési Központ, Tiszaújváros
- 1998  Kossuth Lajos Művelődési Központ, Sátoraljaújhely
- 1998  Vigadó Galéria, Budapest
- 1990  GAMF Galéria, Kecskemét
- 1992  Kemenesaljai Művelődési Központ, Celldömölk
- 1996  Képtár, Szombathely
- 1997  Pannon Golf and Country Club, Máriavölgy
- 1997  Alcsútdoboz, Galeria Arcis, Nádasdy vár, Sárvár
- 1998  Tölgyfa Galéria, Budapest
- 1999  Sydney Appartment Hotel, Budapest
- 2000  Terézvárosi Szalon Képzőművészeti és irodalmi randevú, Benczúr Ház, Budapest
- 2001  „Az újjászületett Gobelin”
- 2004  Negyedszázad, Magyar Iparművészeti Múzeum
- 2010  Forrás Galéria, Budapest

## Társasági tagságai (válogatás)
- Magyar Alkotók Országos Egyesülete /MAOE/ (1980)
- „Gobelin 14” csoport (1983-1990)
- Magyar Képzőművészek és Iparművészek Szövetsége (1987)
- Biennálé Bizottság tagja, zsűri tag (1990)
- Fiatal Iparművészek Stúdió, elnök (1989-1991)
- Művelődési Minisztérium Képzőművészeti Szaktanácsadó Testületének tagja (1990-1994)
- Kulturális Alapítvány a Textilművészetért, alapító és kuratóriumi tag (1992), kuratóriumi elnök (2000-2002)
- Nemzeti Kulturális Alap Iparművészeti Szakkollégium, kurátor (1994-1997)
- Magyar Kárpitművészek Egyesülete, alapító tag (1996)
- Folyamat Társaság (2007)[6]

## Díjak, elismerések (válogatás)
- Ferenczy Noémi-díj (1992)
- Rózsa Anna-díj (1994)
- Érdemes művész (2011)
- Kiváló művész (2020)